# Andreas Helmigk
Andreas C. Helmigk (* 10. Dezember 1979 in Klagenfurt) ist ein ehemaliger österreichischer Basketballspieler.

## Laufbahn
Helmigks Stammverein sind die Wörthersee Piraten, mit denen er 2001 österreichischer Vizemeister wurde und für die der 2,06 Meter große Innenspieler spielte, ehe er in die Vereinigten Staaten ging und dort an der University of Wisconsin ein Studium im Fach Internationale Studien absolvierte und von 2002 bis 2005 für die Basketball-Mannschaft der Hochschule auflief. In 87 Spielen für die Mannschaft der ersten NCAA-Division erzielte der Center im Schnitt 2,3 Punkte und 1,6 Rebounds pro Begegnung.
Nach dem Ende seines Studiums in den USA erhielt Helmigk Vertragsangebote mehrerer Bundesligisten, er entschloss sich zur Rückkehr zu den Wörthersee Piraten, für die er ab 2005 wieder spielte. 2006 wechselte er zu den Swans Gmunden und spielte bis 2008 für den Bundesligisten. 2007 wurde er mit den „Schwänen“ österreichischer Meister.
Während seiner Karriere spielte Helmigk auch für die österreichische Nationalmannschaft und nahm unter anderem an B-Europameisterschaften teil.
Aufgrund von Kniebeschwerden zog sich Helmigk aus dem Leistungssport zurück und siedelte mit seiner US-amerikanischen Ehefrau in den US-Bundesstaat Illinois über, wo er in der Logistikbranche beruflich tätig wurde.